# 坡亭
坡亭，位于中华人民共和国广东省江门市鹤山市沙坪街道坡山村，为纪念北宋文学家苏东坡而建。1983年，列为鹤山市文物保护单位。
北宋哲宗绍圣四年（1097）四月，苏轼被贬谪为琼州别驾，遣往昌化军（今海南省儋州市），途径新会县石螺岗（今鹤山），因水涨而受阻，休憩于此地。后人筑亭于石螺岗上，称为坡亭。